# Mathilde Marchesi
Mathilde Marchesi   (Frankfurt del Main, 24 de març de 1821 - Londres, 17 de novembre de 1913), nascuda Mathilde Graumann, va ser una mezzosoprano alemanya, professora de cant i defensora del mètode vocal del bel canto.

## Biografia
Marchesi va néixer a Frankfurt. El cognom del seu pare era Graumann; la seva tia era la pianista i amiga de Beethoven, Dorothea von Ertmann (nascuda Graumann). En la seva adolescència la seva fortuna familiar va fracassar, així que va viatjar als 22 anys a Viena per estudiar veu. Després va anar a París i va estudiar amb Manuel García II, que havia d'influir principalment sobre ella. Va debutar com a cantant el 1844 i va tenir una curta carrera a l'òpera i al recital. La seva veu, però, no era adequada pel cant, així que es va traslladar a l'ensenyament el 1849. El 1852 es va casar amb el baríton italià Salvatore Marchesi (pseudònim de Salvatore de Castrone della Rajata) (m. 1908).
Va ser en aquest camp on es faria famosa. Va ensenyar al conservatori de Colònia i, a la dècada de 1870 al Conservatori de Viena, on va ser tutora de Marie Fillunger, entre d'altres. El 1881 va obrir la seva pròpia escola a la Rue Jouffroy-d'Abbans a París, on va romandre la major part de la seva vida. En última instància, era més coneguda com la professora de veu d'una sèrie de grans cantants. La més famosa d'entre elles és potser Nellie Melba, però també va formar cantants tan il·lustres com Emma Calvé, Frances Alda, Ellen Gulbranson, Gertrude Auld Thomas, Selma Kurz i Emma Eames. Marchesi va morir a Londres el 1913. La mare de Joan Sutherland va ser ensenyada per un alumne de Marchesi.
Avui, Marchesi no es recorda gens per la seva carrera de cantant. Més aviat, és coneguda abans que res com la professora d'un nombre sorprenent de grans cantants, i també com la persona que va portar la tècnica del bel canto al segle xx. Les seves idees encara són estudiades, principalment per cantants, especialment aquelles amb veus de la gamma soprano, en la qual s'havia especialitzat Marchesi.

## Ensenyaments
Marchesi estava clarament compromesa amb l'estil de cant del bel canto. Malgrat això, no es va identificar especialment com a professora de bel canto. Va afirmar que només hi havia dos estils de cant: "el bo... i el dolent" i va argumentar que un vocalista degudament format podria cantar l'antic estil de bel canto amb la mateixa facilitat que l'estil més nou i més dramàtic.
En general, va ser una defensora d'un estil de cant naturalista: va demanar un mètode de respiració força instintiu i va argumentar en contra de la posició de la boca "somrient" que preferia molts professors de la seva època. Ella estava especialment preocupada pel registre vocal, anomenant-lo "l'Alfa i l'Omega de la formació i desenvolupament de la veu femenina, la pedra de toc de tots els mètodes de cant, antics i nous". També va expressar repetidament el seu menyspreu pels professors de la seva època que oferien mètodes que, segons ells, desenvoluparien plenament la veu en només un any o dos. En canvi, va pensar que l'entrenament vocal era millor abordar-se a un ritme lent i deliberat.
Dues de les característiques més distintives dels seus ensenyaments van ser el seu "mètode analític" i la seva insistència en temps de pràctica molt curts per als principiants. El seu "mètode analític" va donar gran importància a la comprensió intel·lectual tant de la naturalesa tècnica com de la naturalesa estètica de tot el que es cantava, des de grans àries fins a simples exercicis vocals. Va argumentar que la pràctica de memòria sense la comprensió era en última instància perjudicial per a l'ús artístic de la veu. El més característic, però, va insistir en temps de pràctica molt curts per als principiants, tan sols cinc minuts seguits tres o quatre vegades al dia per als principiants absoluts. Per descomptat, a mesura que la veu anava madurant, aquells temps es podrien i s'havien d'ampliar.

## Família
La seva filla, Blanche Marchesi (1863–1940), una contralta, també una cantant i professora destacada, va debutar a una edat jove. Va aparèixer per primera vegada a l'òpera a Praga el 1900, i posteriorment va cantar al Covent Garden el 1902 i el 1903. Va ser una cantant de concert admirada.